# 馬丁·高爾
馬丁·李·高爾（英語：Martin Lee Gore，1961年7月23日—），是一名英語創作歌手、吉他手、键盘手、製作人、混音師、DJ。他是樂團流行尖端的創始成员，大部分創作歌曲也是由他執筆操刀。個人演藝生涯已經超過四十餘年。戈爾最著名的作品且熱銷排行榜上著名的有：“個人耶穌”,“享受沉默”,“剝奪”,“不會這樣”,“你的房間”,“詭愛”,“感覺你”,“同類”,“寶貝”、“有關於時間”,“真理條款”,“什麼都要”,“開車”,“逃離”,“不要再讓我失望”等等。
大部分流行尖端的歌曲除了是高爾撰寫、填詞之外，有的時候他也會擔任主唱。（例如《有些人》、《關於情慾》和《家》），他是一個全方位的音樂人。
1999年，高爾因其音樂事業的成功獲得了英國作曲者、編曲者暨作者學院的頒發的艾弗．諾維洛獎：國際成就獎。